# 大湾乡 (德昌县)
大湾乡，是中华人民共和国四川省凉山彝族自治州德昌县曾经下辖的一个乡。

## 行政区划
大湾乡撤销前下辖以下地区：
大湾村、石流村和马米村。